# Brian Marwood
Brian Marwood (Seaham, 2 febbraio 1960) è un ex calciatore e dirigente sportivo inglese, di ruolo attaccante. Attualmente è il direttore responsabile dell'area sportiva del City Football Group.

## Carriera

### Club
Dal 1976 al 1979 gioca nelle giovanili dell'Hull City, con cui nella stagione 1979-1980 esordisce nel calcio professionistico giocando 6 partite nella terza serie inglese; nella stagione 1980-1981 l'Hull City arriva ultimo in classifica retrocedendo così in quarta serie, e Marwood conquista il posto da titolare giocando 31 partite, nelle quali mette anche a segno 4 reti. Rimane in squadra anche nella stagione 1981-1982 e nella stagione 1982-1983, entrambe giocate nella quarta serie inglese: nella prima annata segna 12 reti in 42 presenze, nella seconda (chiusa con un secondo posto in classifica e conseguente promozione in terza serie) 19 reti in 40 presenze. Nella stagione 1983-1984 gioca il suo quinto campionato consecutivo con l'Hull City, con cui va a segno 16 volte in 39 presenze.
Nell'estate del 1984 passa allo Sheffield Wednesday, formazione della massima serie inglese, con cui nella stagione 1984-1985 esordisce in questa categoria mettendo a segno 7 reti in 41 presenze; viene riconfermato dai biancazzurri anche per la stagione 1985-1986, nella quale contribuisce al raggiungimento del quinto posto finale in campionato giocando 37 partite e segnando 13 gol; nella stagione 1986-1987 continua a giocare con regolarità (32 presenze e 5 reti), mentre nel corso della stagione 1987-1988 dopo aver segnato 2 gol in 18 presenze passa all'Arsenal, con cui termina l'annata segnando un ulteriore gol in 4 partite. Nella stagione 1988-1989 gioca da titolare nell'Arsenal, con cui vince il campionato inglese segnando 9 reti in 31 presenze. Gioca con i londinesi anche nella stagione 1989-1990, in cui segna 6 volte in 17 partite. Va poi a giocare nello Sheffield United, con cui rimane per tutta la stagione 1990-1991 e per la prima parte della stagione 1991-1992 segnando in totale 3 reti in 22 presenze in prima divisione; termina poi la stagione 1991-1992 al Middlesbrough, con cui gioca 2 partite in seconda serie ed ottiene una promozione in massima serie. Chiude la carriera da calciatore nel 1994 dopo aver giocato un anno in seconda serie nello Swindon Town ed un anno in terza serie nel Barnet.

### Nazionale
Ha giocato la sua unica partita in nazionale il 16 novembre 1988 in un'amichevole pareggiata per 1-1 in trasferta sul campo dell'Arabia Saudita a Riad, in cui è subentrato all'80' a Chris Waddle.

## Statistiche

### Cronologia presenze e reti in nazionale
| Cronologia completa delle presenze e delle reti in nazionale ― Inghilterra | Cronologia completa delle presenze e delle reti in nazionale ― Inghilterra | Cronologia completa delle presenze e delle reti in nazionale ― Inghilterra | Cronologia completa delle presenze e delle reti in nazionale ― Inghilterra | Cronologia completa delle presenze e delle reti in nazionale ― Inghilterra | Cronologia completa delle presenze e delle reti in nazionale ― Inghilterra | Cronologia completa delle presenze e delle reti in nazionale ― Inghilterra | Cronologia completa delle presenze e delle reti in nazionale ― Inghilterra |
| Data                                                                       | Città                                                                      | In casa                                                                    | Risultato                                                                  | Ospiti                                                                     | Competizione                                                               | Reti                                                                       | Note                                                                       |
| -------------------------------------------------------------------------- | -------------------------------------------------------------------------- | -------------------------------------------------------------------------- | -------------------------------------------------------------------------- | -------------------------------------------------------------------------- | -------------------------------------------------------------------------- | -------------------------------------------------------------------------- | -------------------------------------------------------------------------- |
| 16-11-1988                                                                 | Riad                                                                       | Arabia Saudita                                                             | 1 – 1                                                                      | Inghilterra                                                                | Amichevole                                                                 | -                                                                          | 80’                                                                        |
| Totale                                                                     |                                                                            | Presenze                                                                   | 1                                                                          |                                                                            | Reti                                                                       | 0                                                                          |                                                                            |

## Palmarès

### Club

#### Competizioni nazionali
- Campionato inglese: 1

Arsenal: 1988-1989